# Pflegedienstspange

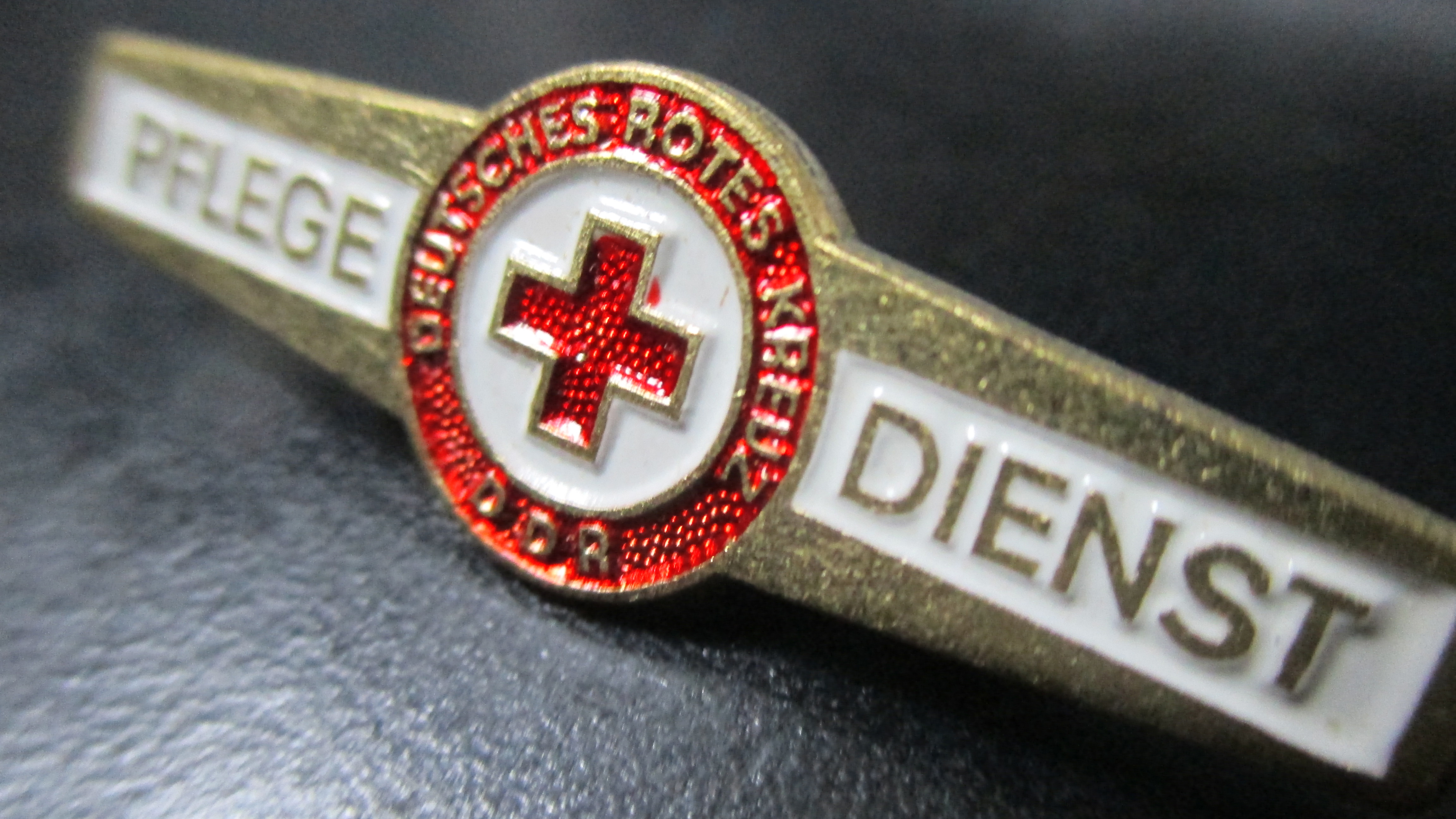
Pflegedienstspange der DDR in GOLD

Das Pflegedienstspange war in der Deutschen Demokratischen Republik (DDR) eine nichtstaatliche Auszeichnung des Deutschen Roten Kreuzes der DDR, welche 1966 in drei Stufen
- Bronze
- Silber
- Gold
  - Gold mit Anhänger Stufe I für 1000 Pflegestunden
  - Gold mit Anhänger Stufe II für 3000 Pflegestunden und
  - Gold mit Anhänger Stufe III für 6000 Pflegestunden

gestiftet wurde. Ihre Verleihung erfolgte entsprechend den geleisteten Pflegestunden. 

## Aussehen
Die bronzene, versilberte oder vergoldete Spange ist 54,5 mm breit und zeigt in ihrer Mitte ein rundes Mittelmedaillon mit dem Roten Genfer Kreuz auf gekörntem Grund. Umschlossen wird das Kreuz von einem Ring mit der Umschrift: DEUTSCHES ROTES KREUZ (oben) DDR (unten). An den beiden Spangenenden ist auf der linken die Inschrift: PFLEGE und auf der linken Seite DIENST zu lesen. Bis 1970 trug sie allerdings noch die Inschrift: DRK-KRANKENPFLEGE. Die Anhänger zur Pflegedienstspange mit Anhänger wurden am Mittelmedaillon mittels Aufhänger befestigt und zeigen zwei gekreuzte Lorbeerzweige in dessen Kreuzpunkt ein kleines Quadrat zu sehen ist, in dem in römischen Ziffern die Stufe I, II oder III zu lesen ist.